# إميلي باركلي
إميلي باركلي (بالإنجليزية: Emily Barclay)‏ (و. 1984 – م) هي ممثلة، من المملكة المتحدة، ولدت في بليموث.

## وصلات خارجية
- إميلي باركلي على موقع IMDb (الإنجليزية)
- إميلي باركلي على موقع ألو سيني (الفرنسية)
- إميلي باركلي على موقع أول موفي (الإنجليزية)
- إميلي باركلي على موقع قاعدة بيانات الأفلام السويدية (السويدية)
- إميلي باركلي على موقع قاعدة بيانات الفيلم (الإنجليزية)
- إميلي باركلي على موقع كينوبويسك (الروسية)